# بالوما فرنانديز
بالوما فرنانديز (بالإسبانية: Paloma Fernández Pérez)‏ هي كاتِبة إسبانية، ولدت في 1964 في برشلونة في إسبانيا.